# Need for Speed: ProStreet
Need for Speed: ProStreet je trkaća videoigra iz 2007. koju je razvio EA Black Box, a objavio Electronic Arts. To je jedanaesti dio u seriji Need for Speed i nastavak je na Need for Speed: Carbon. Za razliku od svojih neposrednih prethodnika, koji su se usredotočili na suvremenu ilegalnu scenu uličnih utrka, ProStreet se usredotočuje na legalne utrke koje se održavaju na zatvorenim stazama. Igra kombinira elemente sim i arkadnih trkaćih igara, zahtijevajući od igrača da prilagode i podese automobile za različite načine utrke. Većina utrka održava se na mjestima u stvarnom svijetu kao što su Portland International Raceway, Mondello Park i Autopolis.
Razvijen tijekom gotovo dvije godine, ProStreet je osmislio isti tim koji je vodio produkciju Need for Speed: Most Wanted. Ovo je prva igra Need for Speed koja je prvenstveno razvijena za konzole visoke razlučivosti poput Xbox 360 i PlayStation 3, iako su objavljene i verzije za Microsoft Windows, PlayStation 2 i Wii. Igra ima novi fizički motor koji omogućuje automobilima da se bave realnijim upravljanjem i preuzmu štetu u nesrećama, a predstavila je i funkciju zračnog tunela gdje igrači mogu vidjeti kako funkcionira aerodinamika njihovih automobila. Glazbenik Junkie XL angažiran je za sastavljanje partiture igre. Za igru je objavljeno nekoliko paketa sadržaja koji se mogu preuzeti, proširujući njezin sadržaj s više automobila, staza i utrka.
ProStreet je dobio kritike kritičara koji su općenito kritizirali nedostatak otvorenog svijeta igranja koji su njegovi prethodnici imali. Brojne internetske značajke igre i mogućnosti prilagodbe automobila istaknute su kao neke od njenih najjačih značajki. Iako je ProStreet prodao više od pet milijuna jedinica diljem svijeta, prema Electronic Artsu nije ispunio očekivanja prodaje.

## Igra
Need for Speed: ProStreet je trkaća igra u kojoj igrač mora podesiti i voziti automobile na raznim trkaćim stazama. Iako to nije sim utrka, automobili se snalaze na realniji način nego u prethodnim Need for Speed igrama. Igrač preuzima ulogu Ryana Coopera, bivšeg uličnog trkača koji ulazi u niz obračunskih događaja koje vodi nekoliko trkaćih organizacija. Svaki događaj sadrži niz utrka u kojima se igrač mora natjecati s računalno kontroliranim protivnicima kako bi zaradio bodove i gotovinu. Bodovi omogućuju igraču da otključa izazovne događaje i napreduje kroz igru, dok se gotovina može koristiti za kupnju ili nadogradnju automobila. Opći cilj igre je u konačnici suočiti se s brojnim elitnim vozačima koji se zovu kraljevi. Pobijedivši svakog kralja pojedinačno, Cooper će biti okrunjen za kralja ulice.
Igra ima četiri načina utrke: Grip, Drag, Drift i Speed. Grip utrke uključuju igrača koji se utrkuje oko kruga kroz nekoliko krugova, gdje uvjet pobjede ovisi o četiri varijacije. To uključuje prelazak cilja na prvoj poziciji ili ispred klase vozača na temelju performansi automobila, bilježenje najboljeg vremena kruga i bilježenje najboljeg vremena u sektoru, pri čemu svaki sektor predstavlja dio kruga. U Drag-u igrač mora prvi prijeći ciljnu liniju na kratkoj i ravnoj stazi, ručno mijenjajući brzine. Neki također zahtijevaju od igrača da izvodi dugačke kotače. Drag utrke uvijek započinju mini igrom u kojoj igrač može steći dobar startni učinak zagrijavanjem automobilskih guma dok je u kočenom položaju. Drift utrke zahtijevaju da igrač osvaja bodove lutajući zavojima, dok Speed utrke uključuju igrača koji održava vrlo velike brzine na relativno ravnom kursu od točke do točke. Uvjet pobjede na utrkama brzine ovisi o dvije varijante, koje uključuju prelazak cilja na prvoj poziciji ili postizanje najveće brzine na za to predviđenim kontrolnim točkama. Većina utrka održava se na lokacijama u stvarnom svijetu, poput Texas World Speedwaya, Portland International Racewaya, Mondello Parka i Autopolisa.
ProStreet sadrži veliki broj automobila, od pristupačnih limuzina prilagođenih tjunerima do egzotičnih automobila. Svaki se automobil može visoko prilagoditi, uključujući njegove performanse, rukovanje i izgled. Promjene karoserije, poput spojlera i hauba, utječu na aerodinamiku automobila i mogu se prema tome oblikovati. Automobili i rezervni dijelovi grupirani su u četiri razine koje predstavljaju razine performansi, koje se postupno otključavaju kako igrač napreduje kroz igru. Svaki automobil može imati najviše tri nacrta povezana s njim, pri čemu svaki nacrt predstavlja različitu prilagodbu. Odabir i ugađanje pravog automobila za pravi način utrke ključan je za dovršetak igre. Na primjer, Grip utrke favoriziraju automobile s brzim ubrzanjem i jakom snagom vuče, dok Speed utrke favoriziraju automobile s visokim maksimalnim brzinama i stabilnošću. Automobili se mogu oštetiti ili potpuno zbrojiti u nesrećama, a igrač ih mora često popravljati gotovinom ili pomoću markera za popravak, koji se mogu dodijeliti na događajima ili kupiti zasebno.
Uz glavni način igre u karijeri, ProStreet sadrži niz unaprijed definiranih i samostalnih događaja u kojima se igrač može natjecati s računalno kontroliranim protivnicima na bilo kojoj stazi bez posljedica da će morati potrošiti gotovinu na popravak automobila. Oni također služe kao društvena područja za više igrača za natjecanje na mreži ili putem podijeljenog zaslona. Svaki događaj ima svoju ploču s rezultatima, što omogućuje igraču da usporedi svoje zapise s vrhunskim igračima. Iako su za svaki događaj dostupni različiti unaprijed podešeni automobili, igrači također imaju mogućnost utrkivanja sa svojim prilagođenim automobilima iz načina karijere igre. Igrači također mogu stvoriti vlastite prilagođene događaje. Opcije kao što su mjesto, vrsta i broj utrka, kao i poteškoće računalno kontroliranih protivnika i broj dostupnih oznaka za popravak, mogu se individualno konfigurirati. I prilagođeni događaji i nacrti automobila mogu se dijeliti s drugim igračima. Nakon što se nacrt podijeli s drugim igračem, više se ne može mijenjati jer se zapisi povezani s njim prate na ploči s rezultatima. Privatne tablice s najboljim rezultatima automatski se stvaraju za svaki prilagođeni događaj koji se dijeli.

## Razvoj
ProStreet je razvio EA Black Box kao nastavak na Need for Speed: Carbon. Za razliku od svojih neposrednih prethodnika, koji su se usredotočili na suvremenu ilegalnu scenu uličnih utrka, ProStreet je zamišljen kao tumačenje kuda je kultura krenula. Nakon što je proveo puno vremena upoznavajući se sa scenom, Black Box je došao do zaključka da se kultura udaljava od ulica i sve se više organizira jer su kazne za ulične utrke bile prestroge. To je rezultiralo jačim naglaskom na performansama automobila i vozačkim vještinama, bez vanjskih čimbenika poput prometa i policijske potjere. Prema producentu Andrewu Hahnu, glavna ideja igre bila je isporučiti "ultimativni poligon". Razvoj igre započeo je početkom 2006. isti tim koji je vodio produkciju Need for Speed: Most Wanted. Razvojni tim u početku se sastojao od 20 ljudi, koji nisu radili na ugljiku, ali su postupno narasli na preko 100 ljudi do lipnja 2007.
ProStreet je prva igra Need for Speed koja je prvenstveno razvijena za konzole visoke razlučivosti kao što su Xbox 360 i PlayStation 3. Zbog toga je razvojni tim morao ukloniti grafičke značajke kako bi mogao raditi na manje moćnom hardveru, poput PlayStation 2 i Wii. Ovo je bio obrnuti proces od onoga što je tim radio s prethodnim igrama, koje su prvenstveno razvijene za PlayStation 2 i originalni Xbox, a zatim su ih s većom vjernošću prenijele na svoje nasljednike. Skoro dvogodišnji razvojni ciklus igre dao je programerima vrijeme za stvaranje tehnologija za sustav oštećenja automobila i efekte dima. Novi fizikalni motor posebno je izgrađen za igru, što je zahtijevalo od fizičkog tima da prikupi stvarne podatke s Porscheove testne staze u Leipzigu u Njemačkoj. Iako se automobili ponašaju na realan način, vizualna pomagala i sustavi poput antiblokirnog kočenja, upravljanja stabilnošću i kontrole proklizavanja, koji se po želji mogu uključiti, razvijeni su kako bi igru učinili dostupnom igračima koji nisu ljubitelji utrka. Budući da igra sadrži licencirane automobile koji se mogu potpuno zbrojiti u nesrećama, njihovi proizvođači morali su odjaviti punu štetu i prilagodbu.
Audio tim od 12 ljudi proveo je nekoliko mjeseci audicirajući automobile kako bi snimio glasne zvučne efekte koje je igra zahtijevala. U konačnici, trkaći automobili bez prigušivača, poput Chevrolet Corvette C6.R, Cadillac CTS-V i Dodge Viper, smatrani su najboljim izborom. Iako su motori automobila, turbopunjači i proklizavanje guma pojedinačno snimljeni iz pravih automobila, zvučni efekti poput hripa i sudara sintetički su. Na primjer, sudari su snimljeni u više slojeva, kombinirajući padove automobila s dizalica i metalne udarce u studiju, a zatim su uređivani u postprodukciji. Budući da Nissan GT-R predstavljen u igri još nije izašao na tržište, njegovi zvučni efekti stvoreni su iz drugih snimki automobila. Novi crash audio sustav izgrađen je kako bi podržao značajku modeliranja oštećenja u stvarnom vremenu igre, dopuštajući dijelovima automobila da zvuče drugačije pri preuzimanju štete. Modelirano je i sedam tipova površina, što je rezultiralo da sudari zvuče različito ovisno o površini koju su igrači pogodili, čak i ako su je pogodili na potpuno isti način.
Sustav Auto-sculpt igre, koji je predstavljen u Carbonu kao opcija vizualnog prilagođavanja, dopuštajući igračima da oblikuju dijelove tijela svog automobila, poboljšan je tako da utječe na performanse automobila. Ovo je nadopunjeno značajkom aerotunela, koja omogućuje igračima da vide kako funkcionira aerodinamika njihovog automobila. Umjetna inteligencija postala je agresivnija, dopuštajući računalno kontroliranim protivnicima da sudaraju automobile u nesrećama.  Mrežne značajke proširene su i poboljšane asinkronim igranjem, dopuštajući igračima da se natječu jedni s drugima bez da budu na mreži u isto vrijeme. Australska manekenka i bivša natjecateljica Big Brothera Krystal Forscutt, kao i japanska manekenka Sayoko Ohashi, angažirana je da se pojavi kao jedna od djevojka koja odbrojava do početka utrke sa zastavicom. Promotivni snimci i video zapisi za snimanje Forscuttovih animacija napravljeni su u četiri dana. Iako je glazbenik Junkie XL angažiran za sastavljanje partiture igre, ProStreet sadrži veliki broj pjesama međunarodnih izvođača. Junkie XL blisko je surađivao s programerima kako bi rezultat bio potpuno interaktivan i uskladio se sa stilom licenciranih pjesama, koje se kreću od elektroničkog rocka do elektroklasa, punk rocka i dance-punka.

## Vanjske poveznice
- Službena EA stranica
- Need for Speed: ProStreet na MobyGames
- Need for Speed: ProStreet na IMDB